# アムピダマース
アムピダマース（古希: Ἀμφιδάμας, Amphidamās）は、ギリシア神話の人物である。長音を省略してアムピダマスとも表記される。主に、
- アレオスの子
- リュクールゴスの子
- ブーシーリスの子
- キュテラ島の人物
- クレイトーニュモスの父

のほか数人が知られている。以下に説明する。

## アレオスの子
このアムピダマースは、アルカディアー地方の都市テゲアーの王アレオスとクレオブーレーの子で、ケーペウスと兄弟。ケーペウスとともにアルゴナウタイの1人。

## リュクールゴスの子
このアムピダマースは、アルカディアー地方の王リュクールゴスとクレオピューレー、あるいはエウリュノメーとの子で、アンカイオス、エポコス、イーアソスと兄弟。メラニオーンとアンティマケーの父。メラニオーンは女狩人として名高いアタランテーと結婚し、パルテノパイオスをもうけた。アンティマケーはミュケーナイ王エウリュステウスの妻。

## ブーシーリスの子
このアムピダマースは、アイギュプトスの残虐な王ブーシーリスの子で、メリアーと兄弟。ヘーラクレースによって父とともに殺された。

## キュテラ島の人物
このアムピダマースは、キュテラ島の人物である。アウトリュコスがアミュントールの館からイノシシの牙を細工に用いた兜を盗んだとき、それを受け取ってキュテラ島の町スカンディアに持ち込んだ。その後、アムピダマースは兜をクレーテー島の王族モロスに贈り、モロスはそれを息子メーリオネースに与えた。トロイア戦争が勃発するとメーリオネースはこの兜を持って戦争に参加し、オデュッセウスがディオメーデースとともに夜間の偵察に出た際に、自身の弓矢とともに貸し与えた。

## クレイトーニュモスの父
このアムピダマースは、ロクリス地方の都市オプースの人物である。息子にクレイトーニュモスがいたが、メノイティオスの息子パトロクロスと賽子遊びをしているうちに喧嘩となり、パトロクロスに殺された。その後、メノイティオスはパトロクロスを連れてプティーア王ペーレウスのもとに亡命し、受け入れられた。『イーリアス』でも同じエピソードが語られているが、アムピダマースの息子の名前については言及されていない。

## その他の人物
- ポーキス王。カドモスにテーバイ建国に導いた牛を与えた[11]。
- 一説によるとリューディア王タンタロスの妻とされるクリュティアの父[12]。
- 一説によるとエーリス王アウゲイアースの母とされるナウシダメーの父[1]。
- 木馬作戦に参加したギリシアの武将の1人[13]。
- オデュッセウスの部下。ポリュペーモスの洞窟を脱出することが出来たうちの1人[14]。